# Balkåkra kultföremål

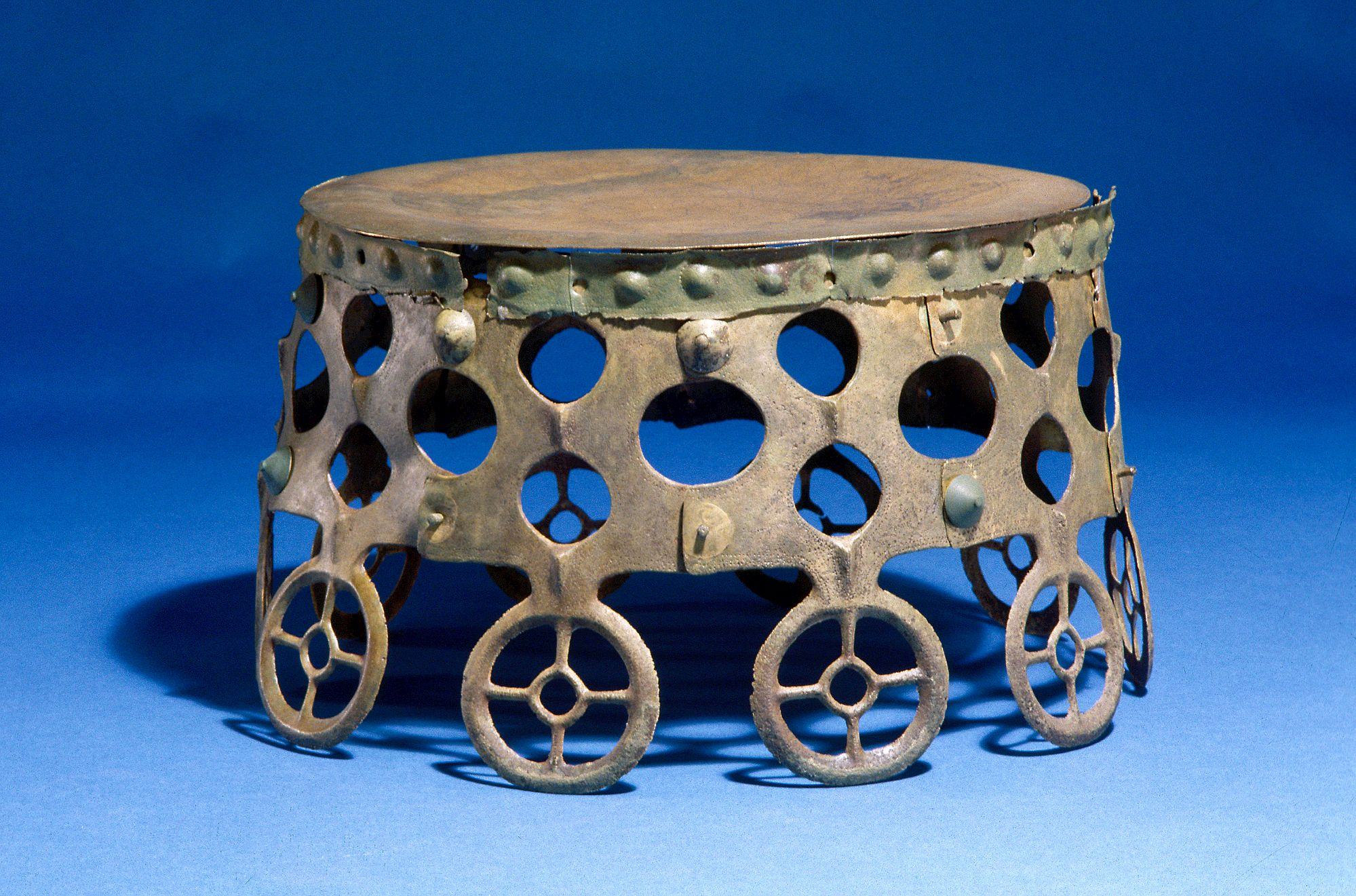

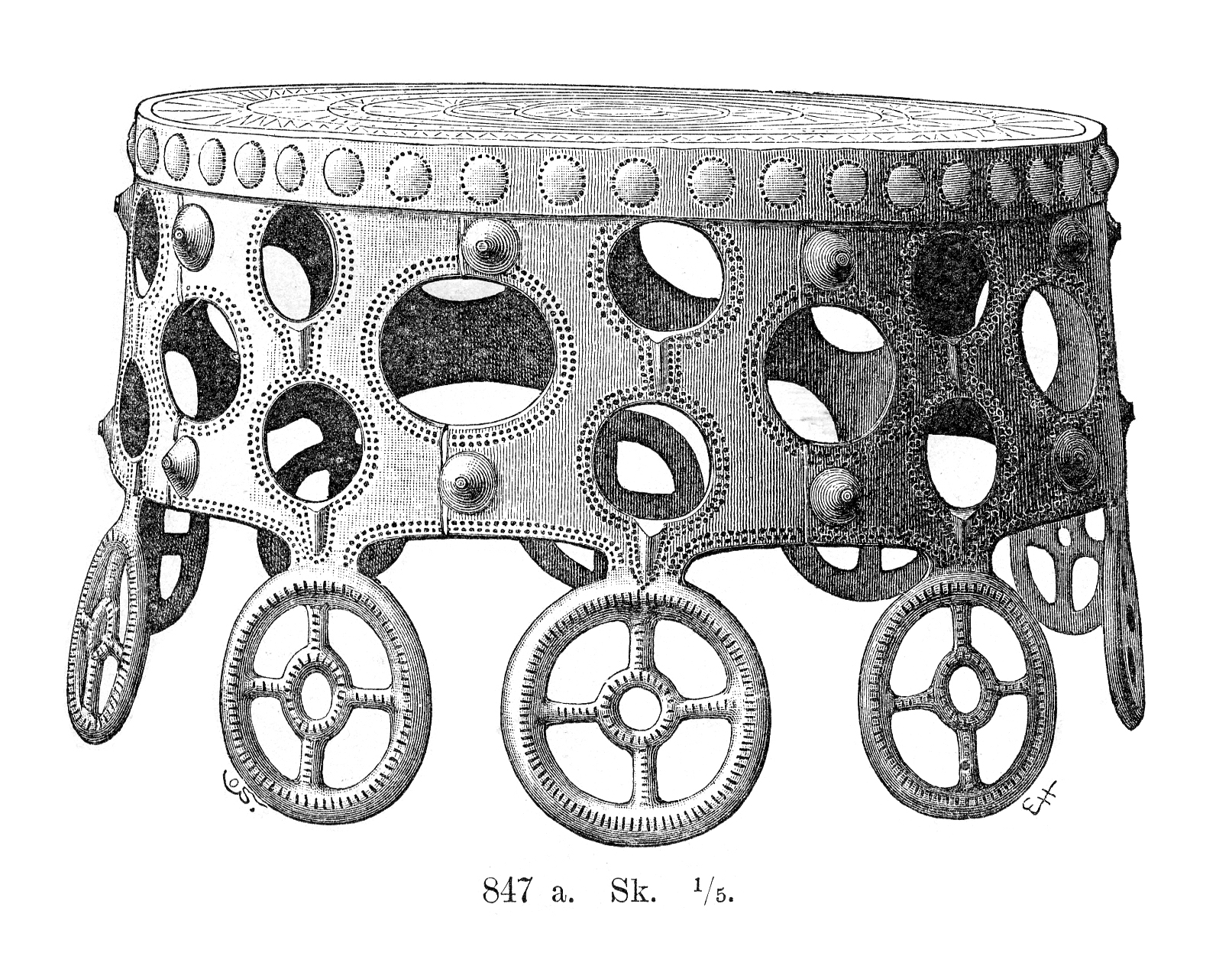
Balkåkragongen är ett kultföremål från bronsåldern, vilket hittades 1847 i en torvmosse i Balkåkra socken i Skåne. Bild från Oscar Montelius Minnen från vår forntid (sten- och bronsålder), 1917. Balkåkragongen finns på Statens historiska museum i Stockholm.

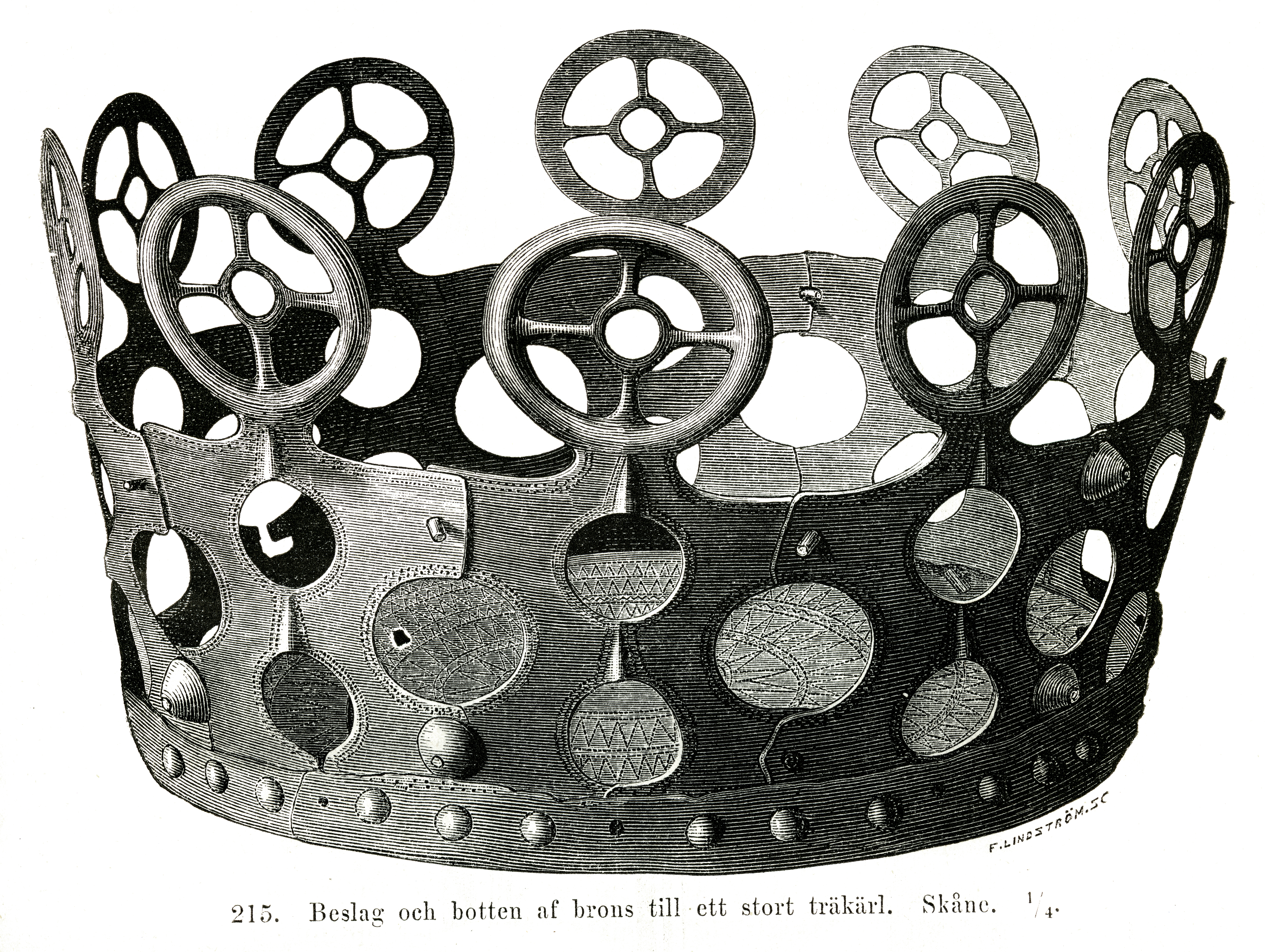
Balkåkratrumman, som föremålet tidigare kallades, xylografi av F. Lindström 1877. Montelius beskrev 1877 föremålet som "beslag till ett träkärl", men tolkningarna av dess funktion har varit många.

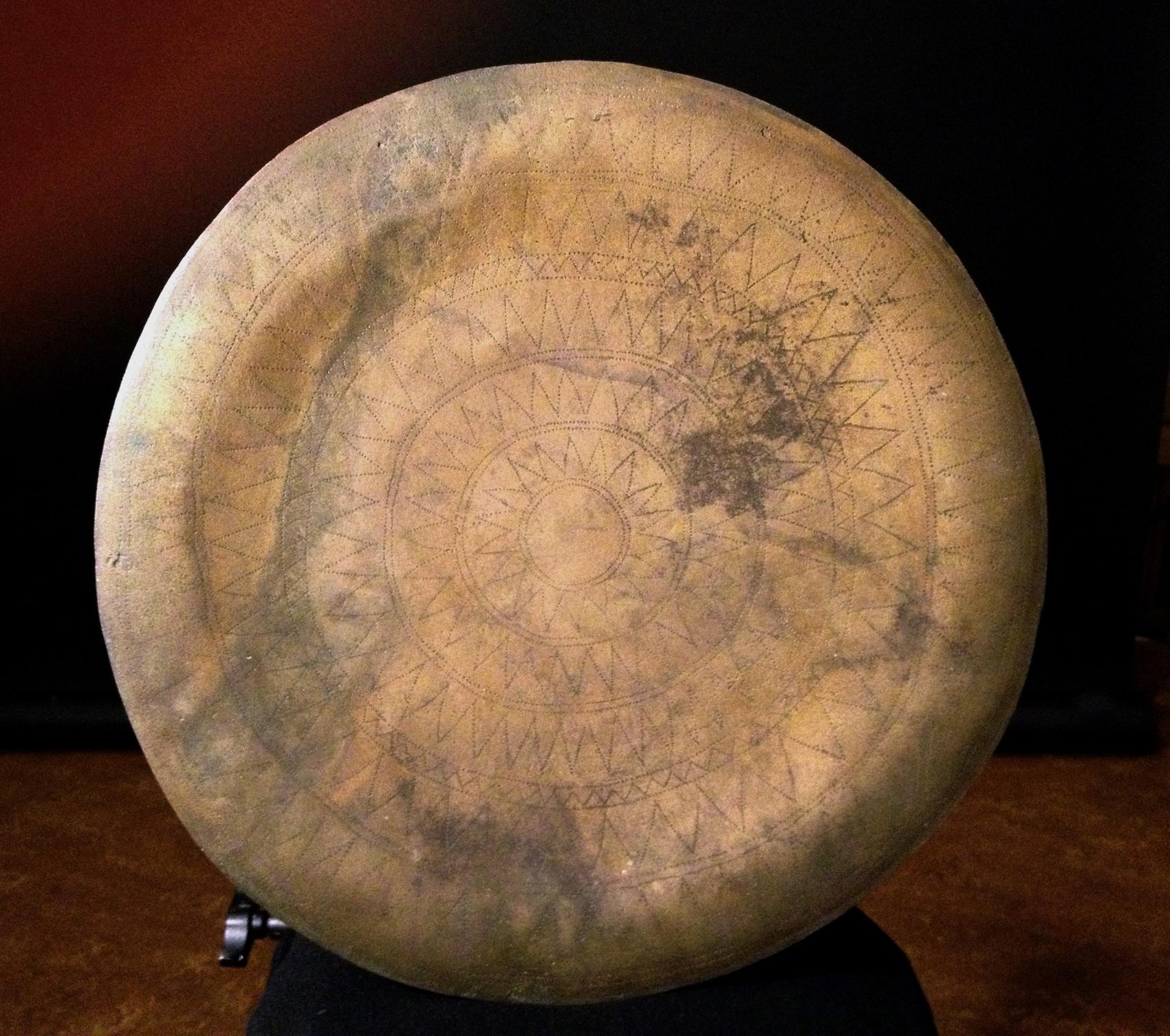
Skivan till kultföremålet från Balkåkra, Skåne.

Balkåkra kultföremål, även kallad Balkåkragongen, eller tidigare kallades föremålet för Balkåkratrumman, är ett förhistoriskt fynd från bronsåldern, som hittades i en mosse 1847 i Balkåkra by i Balkåkra socken i nuvarande Ystads kommun i Skåne. Fyndet består av två delar som hör ihop: en rund tallriksformad skiva med zick-zackdekor, likt en solbild samt ett underrede. Underredet är genombrutet med hjulsymboler, så kallade hjulkors. Även hjulkors brukar tolkas som en symbol för solen.
Tolkningen av föremålen har varit många, en trumma, en solaltare, en gonggong eller en tron. Ytterligare en tolkning är att de två föremålen utgör en modell av bronsålderns universum med solskiva.
När de två föremålen hittades låg de upp och ned i marken med den runda skivan i botten. De första avbildningarna visar därför kultföremålen upp och nedvända.
Delarna i fyndet har tolkats så att skivan ska ligga ovanpå underredet med solsymbolen vänd uppåt. Det märkliga bronsföremålet består av en cylinder med de genombrutna väggarna, tio hjulformiga utskott längs nederkanten och en täckande, ganska tjock skiva. Cylindern är gjuten i tio delar och hålls samman av ett buckelprytt bleckband längs överkanten och en serie nitar med dekorativa koniska brickor på utsidan. Skivan är svagt nedåtbuktande och på översidan prydd med ett punsat stjärnliknande mönster, som är bildat av prickade koncentriska cirklar och zick-zacklinjer, såsom ovan nämnts. Skivan, som nu är lös, är 42 cm i diameter, har ursprungligen hållits fast av bleckbandet längs cylinderns överkant.
Till Balkåkraföremålet finns det många förklaringar. Det rör sig troligen om en gong, det vill säga ett musikinstrument. Från Sydostasien finns liknande pjäser, fast yngre gongar är kända. Gongarna har varit upphängda i rep, och flera av hålen i övre raden på Balkåkragongen har jack upptill, som antyder att den varit upphängd. På detta vis har gongen kunnat bäras mellan två spelande religiösa processioner och andra upptåg. Gongen ger ifrån sig ett starkt, dovt ljud, när man slår på den med en mjuk skinnklädd klubba.
I Europa finns bara ett till liknande föremål som är känt. Gongen från Balkåkra i Skåne är troligen tillverkad i Ungern eller i trakterna däromkring någon gång i början av bronsåldern, cirka 1800-1500 f.Kr. Man har nämligen hittat ett exakt likadant föremål är hittat i norra Ungern, i närheten av Hasfalva, Sopron. De är de enda två i världen. Tekniken visar att de är gjutna i samma verkstad och möjligen av samma konsthantverkare. Båda föremålen har daterats till äldsta bronsåldern, omkring 1500 f. Kr. Koppar, tenn och guld bröts i bergländerna kring Ungern och nordborna hämtade under bronsåldern större delen av den metall de behövde från dessa områden. Balkåkragongen är ett av många exempel på det starka beroende av omvärlden, som Norden hamnade i under denna tid.
Föremålet från Balkåkra är utställt på Statens historiska museum (Historiska museet) i Stockholm.